# Marcello Bartalini
Marcello Bartalini (Empoli, 12 marzo 1962) è un ex ciclista su strada italiano.
Fu campione olimpico nella cronometro a squadre ai Giochi di Los Angeles 1984, e poi professionista per due anni, dal 1988 al 1989.

## Carriera
Nato a Empoli in frazione Tinaia, all'età di quattordici anni, dopo alcuni approcci con la pallacanestro, cominciò a gareggiare nel ciclismo. Nel 1983 conquistò la medaglia d'oro nella cronometro a squadre ai Giochi del Mediterraneo a Casablanca. Nel 1984 vinse la medaglia d'oro di specialità ai Giochi olimpici di Los Angeles in quartetto con Marco Giovannetti, Eros Poli e Claudio Vandelli e sotto la direzione di Edoardo Gregori, superando Svizzera e Stati Uniti; l'anno seguente vinse anche il bronzo di specialità ai campionati del mondo a Giavera del Montello in quartetto con Poli, Vandelli e Massimo Podenzana.
I compagni di medaglia tra i dilettanti passarono al professionismo durante gli anni seguenti, mentre Bartalini nel 1985 si trasferì negli Stati Uniti. Passò professionista solo nel 1988, firmando per il team italo-statunitense Pepsi Cola-Fanini-FNT dei direttori sportivi Giuseppe Lanzoni e Simone Fraccaro. In stagione gareggiò soprattutto in Stati Uniti, tirando le volate a Roberto Gaggioli, vincitore quell'anno della quarta edizione dell'USPRO Championship e di alcune gare a tappe. Nel 1989 passò all'italo-australiana Polli-Mobiexport diretta da Mauro Battaglini e Giorgio Vannucci, lasciando però il professionismo a fine anno.
Prima, durante e dopo la carriera ciclistica ha portato avanti l'attività di artista, producendo ceramiche, disegni e tele. Nel 1985, dopo il trasferimento negli Stati Uniti, conosce l'espressionista Sam Francis, cominciando a incentrare la propria produzione sulla pittura astratta. I suoi dipinti e disegni risultano apprezzati in Italia e all'estero. È stato anche autore di testi per personaggi della televisione come Fiorello e Niki Giustini.

## Palmarès
- 1980

Gran Premio Città di Vinci
- 1983

Giochi del Mediterraneo, Cronometro a squadre (Casablanca)
- 1984

Giochi olimpici, Cronometro a squadre (Los Angeles)
- 1985

Gran Premio San Giuseppe

## Piazzamenti

### Competizioni mondiali
- Campionati del mondo

Giavera del Montello 1985 - Cronometro a squadre: 3º
- Giochi olimpici

Los Angeles 1984 - Cronometro a squadre: vincitore